# Daniela Hantuchová
Daniela Hantuchová (født 23. april 1983 i Poprad i daværende Tjekkoslovakiet) er en slovakisk kvindelig professionel tennisspiller.

## Grand Slam-titler
- Wimbledon:
  - Mixed double 2001 (sammen med Leos Friedl)
- Australian Open
  - Mixed double 2002 (sammen med Kevin Ullyett)
- French Open:
  - Mixed double 2005 (sammen med Fabrice Santoro)
- US Open:
  - Mixed double 2005 (sammen med Mahesh Bhupathi)